# Screaming Life/Fopp
Screaming Life/Fopp – pierwsza kompilacja amerykańskiej grupy grunge'owej Soundgarden. Wydana została w listopadzie 1990. Płyta zawiera utwory z płyt Screaming Life i Fopp.

## Opis
Kompilacja zawiera utwory z dwóch pierwszych albumów EP zespołu: Screaming Life wydanego w 1987 roku i Fopp, który ukazał się rok później. Na płycie znajdują się 2 covery – „Swallow my Pride” autorstwa Green River i „Fopp”, oryginalnie nagrany przez Ohio Players. Recenzent serwisu AllMusic, Steve Huey  wystawił płycie 3 gwiazdki (na 5), argumentując swoją ocenę tak: „Muzyka Soundgarden na tej płycie nie jest tak rozwinięta, jak na następnych wydawnictwach, ale te piosenki są bardzo istotne i tworzą swego rodzaju historyczny zapis”.

## Lista utworów
| Nr. |  | Tytuł                            | Tekst         | Muzyka                    | Długość |
| --- |  | -------------------------------- | ------------- | ------------------------- | ------- |
| 1.  |  | "Hunted Down”                    | Chris Cornell | Kim Thayil                | 2:42    |
| 2.  |  | "Entering”                       | Hiro Yamamoto | Kim Thayil                | 4:36    |
| 3.  |  | "Tears to forget”                | Hiro Yamamoto | Kim Thayil, Hiro Yamamoto | 2:00    |
| 4.  |  | "Nothing to Say”                 | Chris Cornell | Kim Thayil                | 4:31    |
| 5.  |  | "Little Joe”                     | Chris Cornell | Kim Thayil                | 4:31    |
| 6.  |  | "Hand of God”                    | Chris Cornell | Kim Thayil                | 4:27    |
| 7.  |  | "Kingdome of Come”               | Chris Cornell | Chris Cornell             | 2:35    |
| 8.  |  | "Swallow My Pride”               | Mark Arm      | Mark Arm, Steve Turner    | 2:18    |
| 9.  |  | "Fopp”                           | Ohio Players  | Ohio Players              | 3:37    |
| 10. |  | "Fopp (Fucked Up Heavy Dub Mix)” | Ohio Players  | Ohio Players, Soundgarden | 6:26    |

## Twórcy
- Chris Cornell – wokal
- Hiro Yamamoto – gitara basowa
- Matt Cameron – perkusja
- Kim Thayil – gitara
- Jack Endino – Producent (Screaming Life)
- Steve Fisk – Producent (Fopp)